# Margarita Wasiliewa
Margarita Wasiliewa (ur. 5 czerwca 1991 w Czycie) – rosyjska biathlonistka, brązowa medalistka w sprincie w mistrzostwach świata juniorów w 2012 w Kontiolahti.

## Osiągnięcia

### Mistrzostwa Świata Juniorów
| Rok  | Miejscowość | Konkurencje | Konkurencje | Konkurencje | Konkurencje | Konkurencje | Konkurencje | Konkurencje |
| Rok  | Miejscowość | IN          | SP          | PU          | MS          | RL          | MR          | SR          |
| ---- | ----------- | ----------- | ----------- | ----------- | ----------- | ----------- | ----------- | ----------- |
| 2012 | Kontiolahti | nd.         | 3.          | 8.          | nd.         | nd.         | nd.         | nd.         |

### Puchar Świata

#### Miejsca w klasyfikacji generalnej
| Sezon     | Miejsce |
| --------- | ------- |
| 2018/2019 | 61.     |

#### Miejsca na podium drużynowo
| Lp. | Dzień       | Rok  | Miejscowość | Konkurencja       | Lokata | Pudła | Czas biegu | Strata | Zwycięzca |
| --- | ----------- | ---- | ----------- | ----------------- | ------ | ----- | ---------- | ------ | --------- |
| 1.  | 13 stycznia | 2019 | Oberhof     | Sztafeta 4 × 6 km | 1.     | 0+8   | 1:18:46,3  | –      | Rosja     |